# Exoneura pictifrons
Exoneura pictifrons är en biart som beskrevs av Johann Dietrich Alfken 1907. Exoneura pictifrons ingår i släktet Exoneura och familjen långtungebin. Inga underarter finns listade i Catalogue of Life.

## Bildgalleri

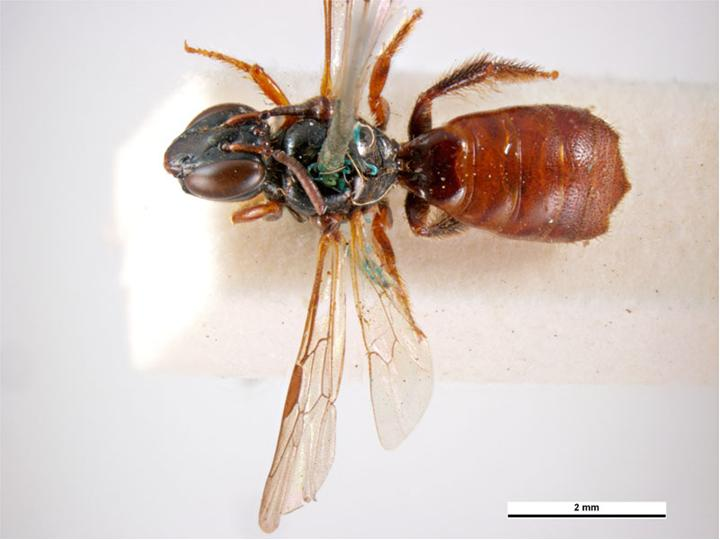